# Egino de Turingia
Egino (fallecido el 3 de agosto de 908) fue un conde en la Franconia oriental y duque de Turingia a finales del siglo IX. Pertenecía a los popponidas, siendo el hermano menor de Enrique de Franconia y Poppo de Turingia. Puede que los tres fueran hijos o nietos de Poppo de Grapfeld.
Egino peleó con su hermano Poppo en Turingia en 882 y 883, pero las razones se desconocen. En 882, él y los sajones habían instagado una guerra con Poppo y los turingios y los derrotaron. En 883, está documentado como coduque de los turingios, y derrotó salvajemente a su hermano, obligándolo a retirarse con sólo una pequeña parte de su fuerza de combate original.
Mientras un obituario de Fulda señala que la muerte de Egino se produjo en 886, se le menciona en cartas como persona que vivía en 887 y 888. Egino murió, junto con Burcardo de Turingia y Rodolfo I, obispo de Würzburgo, en la batalla de Eisenach contra los magiares.